# Bière blonde
Pour les articles homonymes, voir Bière (homonymie) et Blonde.

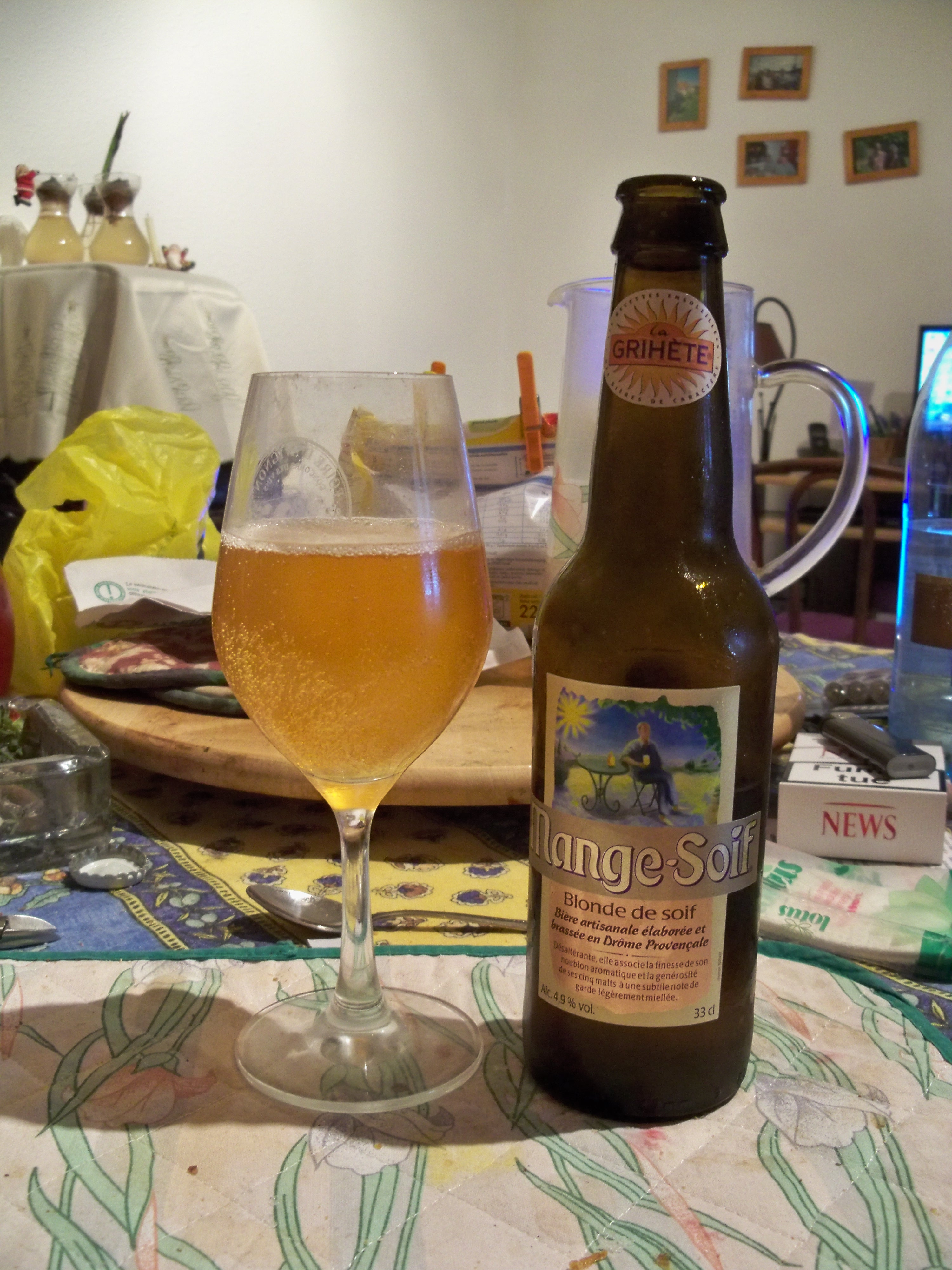
Bière blonde, brassée dans la Drôme

Une bière blonde est une bière de couleur claire. Il ne s'agit pas d'un type de bières à proprement parler, qui correspond à un procédé de fabrication, de brassage ou de fermentation. Ainsi, une bière blonde peut aussi bien être une lager de type pils ; une ale de type trappiste ou une bière d'abbaye ; ou une lambic de type faro.
Le fait qu'une bière soit blonde est principalement due au type de malt utilisé : moins celui-ci a été torréfié plus la bière est blonde. C'est d'ailleurs cette torréfaction qui apporte un goût de café à la bière.